# Get a Mac
Get a Mac est une campagne publicitaire télévisée créée pour la marque Apple Inc. (Apple Computer, Inc. au début de la campagne) par l'agence publicitaire TBWA\Media Art Lab, et qui s'est déroulée de 2006 à 2009. Les spots publicitaires (une soixantaine différents) ont été diffusés aux États-Unis, Canada, Australie, Nouvelle-Zélande, au Royaume-Uni et au Japon, ainsi que sur Internet (avec des spots originaux).

## Synopsis

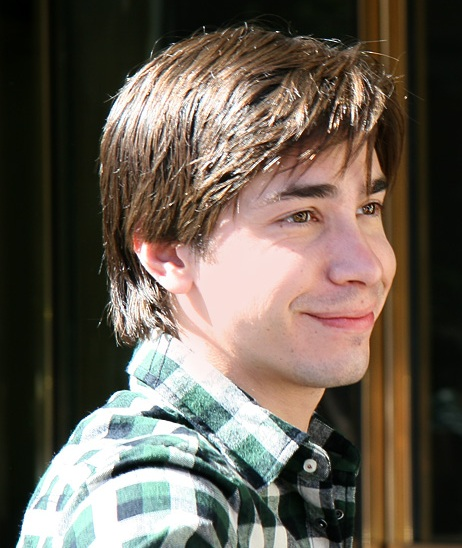
Justin Long, le « Mac » de la campagne Get a Mac originale.

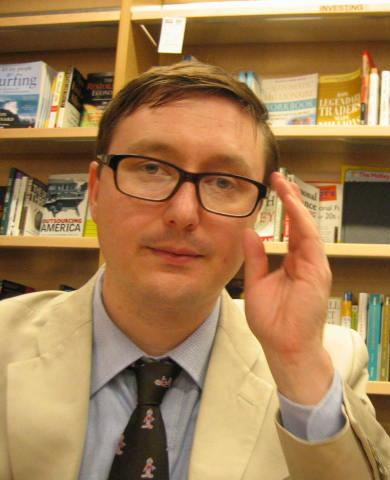
John Hodgman, le « PC » de la campagne Get a Mac originale.

Les spots de la campagne Get a Mac suivent tous le même principe et un déroulement identique,.
Devant un fond blanc et durant une trentaine de secondes, un personnage, un jeune homme habillé de manière décontractée, se présente comme étant un ordinateur Mac d'Apple (« Hello, I'm a Mac » ; traduit dans la version française par « Bonjour, je suis un Mac »). Un second personnage, un homme d'apparence rondouillarde, habillé en costume-cravate et chaussé de lunettes, se présente ensuite comme étant un ordinateur PC, utilisant le système d'exploitation Windows de Microsoft (« And I'm a PC » ; traduit en français par « Et moi un PC »). Ce dernier est de temps en temps accompagné de collègues, vêtus comme lui de costumes leur donnant un air sérieux et triste. Une discussion comique s'ensuit entre les deux personnages.
Suivant les spots, les avantages du Mac sont mis en avant (simplicité, facile à installer et à mettre en marche, pas de virus, compatibilité avec d'autres matériels ou systèmes, contenus et applications ludiques, etc.), et les défauts des PC sont mis exergue, voire tournés au ridicule (virus, bugs, lenteurs — notamment avec l'arrivée de Vista, mises à jour continuelles et problématiques, pannes matérielles, dénigrement exagéré des produits Apple ou mise en avant exagérée des produits Microsoft, notamment du tableur Excel, etc.).
À la fin du spot, les arguments développés par Mac remportent souvent la discussion devant la mine déconfite de PC qui, souvent, n'a d'autre choix que d’être d'accord avec Mac, ou qui se réfugie dans le déni.
Le but de cette série de films commerciaux est d'associer les utilisateurs de PC (notamment les utilisateurs de Windows) au cliché du « nerd impopulaire », tout en représentant les utilisateurs d'Apple Mac comme étant jeunes, créatifs, attrayants et chanceux.

## Liste des spots

### Campagne américaine
Liste des spots diffusés dans le cadre de la campagne aux États-Unis, au Canada, en Australie et en Nouvelle-Zélande.
par ordre alphabétique
- Accident
- Angel/Devil
- Bake Sale
- Bean Counter
- Better
- Better Results
- Biohazard Suit
- Boxer
- Breakthrough
- Broken Promises
- Calming Teas
- Choose a Vista
- Computer Cart
- Counselor
- Customer Care
- Elimination
- Flashback
- Genius
- Gift Exchange
- Goodwill
- Group
- iLife
- I Can Do Anything
- Legal Copy
- Meant for Work
- Misprint
- Network
- Now What
- Office Stress
- Off the Air
- Out of the Box
- Party is Over
- PC Choice Chat
- PC Innovations Lab
- PC News
- Pep Rally
- Pizza Box
- Podium
- PR Lady
- Referee
- Restarting
- Sabotage
- Sad Song
- Sales Pitch
- Santa Claus
- Security
- Self Pity
- Stuffed
- Stacks
- Surgery
- Surprise
- Tech Support
- Teeter Tottering
- Throne
- Time Machine
- Time Traveler
- Top of the Line
- Touché
- Trainer
- Tree Trimming
- Trust Mac
- V Word
- Viruses
- Work vs. Home
- Wall Street Journal
- Yoga

## Distribution
Dans la campagne américaine initiale, réalisée par Phil Morrison (en), « Mac » est interprété par l'acteur Justin Long et « PC » par l'humoriste John Hodgman.
Pour la campagne britannique, Mac et PC étaient respectivement interprétés par les humoristes Robert Webb et David Mitchell. Dans la campagne nippone, ils sont remplacés par le duo Rahmens. Bien que nombre de ces publicités pour ces deux dernières campagnes étaient issues de la campagne américaine, les scripts ont été modifiés pour s'accommoder aux coutumes locales. Il existe aussi des spots originaux, non diffusés aux États-Unis.

## Campagne
La campagne Get a Mac, lancée en 2006, fait suite à la campagne Switch d'Apple, lancée en 2002. Assez proche de Get a Mac, celle-ci utilisait aussi des personnes (des « switchers », qui passaient du système Windows à OS X pour retrouver de la sérénité) s'exprimant devant un fond blanc au premier plan.

## Accueil
La campagne Get a Mac reçoit le Grand Effie Award en 2007.

## Postérité
L’acteur John Hodgman (avec la participation de Justin Long) reprend son rôle de la campagne Get a Mac lors de sketchs diffusés au cours de certaines conférences Apple (WWDC 2006, 2007 et 2009, ainsi que la Macworld  Expo 2008 et l'Apple Event November 2020), notamment une (WWDC 2007) où son personnage de « PC » fait mine de prendre l’identité de Steve Jobs, puis de Phil Schiller et tente de fermer Apple.
Un clone du personnage de John Hodgman (« PC ») apparaît dans une publicité de 2008 de Microsoft (intitulée « I'm a PC (en) ») qui vante la supériorité des ordinateurs Windows face aux Macs.
Par ailleurs, et paradoxalement, Justin Long (« Mac ») apparaît en 2021 dans une publicité vantant des ordinateurs Intel face aux Macs dans le sillage de la transition des Macintosh vers l'ARM d'Apple.